# 索布特卡

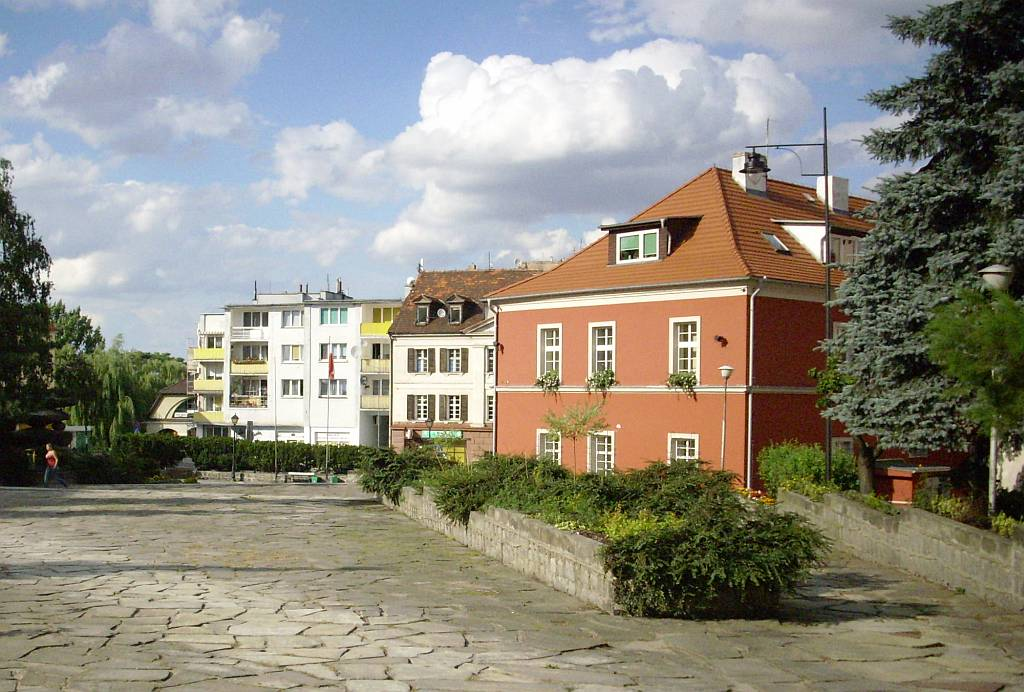

索布特卡是波蘭的城鎮，位於該國西部，由下西里西亞省負責管轄，面積32.20平方公里，最高點海拔高度718米，該地區自史前時代有人類居住，2006年人口6,832。
50°53′57″N 16°44′32″E / 50.89917°N 16.74222°E